# Bálc
Bálc (Bâlc), település Romániában, a Partiumban, Bihar megyében.

## Fekvése
Alsóbiharkristyór mellett fekvő település.

## Története
Bálc korábban Biharkristyór része volt.
1956-ban vált önálló településsé 132 lakossal.
A 2002-es népszámláláskor 17 román lakosa volt.